# Meesterklasse schaken 2019/20
De Meesterklasse is de hoogste schaakcompetitie voor schaakverenigingen in Nederland. De competitie wordt georganiseerd onder auspiciën van de Koninklijke Nederlandse Schaakbond. Hier wordt het seizoen 2019-2020 beschreven van de Meesterklasse.
De competitie wordt gespeeld in een halve competitie. Elke vereniging speelt 1 keer tegen een andere vereniging. Bij een schaakwedstrijd tussen vereniging heeft de thuisspelende ploeg wit op de even-borden. Dus op bord 2, 4, 6, 8 en 10. Een overwinning betekent twee matchpunten (MP) terwijl BP het aantal behaalde bordpunten betekent.
Het hoogste geklasseerde team is de landskampioen. Er degraderen twee teams naar de Eerste Klasse.
Op grond van een besluit van de KNSB is besloten om alle KNSB-competities te beëindigen in verband met de ontwikkelingen rondom het Coronavirus. Hieronder valt ook de Meesterklasse. Er is geen clubkampioen van Nederland dit seizoen. De rechten voor de European Club Cup worden gebaseerd op de stand na 7 maart.

## Teams
| Vereniging           | Plaats                |
| -------------------- | --------------------- |
| Homburg Apeldoorn    | Apeldoorn             |
| En Passant           | Bunschoten-Spakenburg |
| Kennemer Combinatie  | Haarlem               |
| HWP Sas van Gent     | Sas van Gent          |
| LSG                  | Leiden                |
| Caïssa (Amsterdam)   | Amsterdam             |
| Groninger Combinatie | Groningen             |
| Charlois Europoort   | Rotterdam             |
| BSG                  | Bussum                |
| HMC Calder           | 's-Hertogenbosch      |

## Eindstand na ronde 6
| [ 2 ]                | MP | BP   | Charlois Europoort | BSG | Schaakstad Apeldoorn | En Passant | Kennemer Combinatie | HMC Den Bosch | LSG IntelligMagic | Groninger Combinatie | HWP Sas van Gent | Caïssa (Amsterdam) |
| -------------------- | -- | ---- | ------------------ | --- | -------------------- | ---------- | ------------------- | ------------- | ----------------- | -------------------- | ---------------- | ------------------ |
| Charlois Europoort   | 12 | 39   |                    | 5½  |                      |            |                     | 6             | 7                 | 7                    | 6                | 7½                 |
| BSG                  | 10 | 37.5 | 4½                 |     |                      |            | 6½                  |               | 6                 | 6                    | 8                | 6½                 |
| Schaakstad Apeldoorn | 10 | 35   |                    |     |                      | 6          | 4½                  |               | 5½                | 6                    | 6                | 7                  |
| En Passant           | 7  | 31.5 |                    |     | 4                    |            | 4½                  | 6             | 5                 |                      | 6½               | 5½                 |
| Kennemer Combinatie  | 7  | 28   |                    | 3½  | 5½                   | 5½         |                     | 5½            | 3                 |                      | 5                |                    |
| HMC Den Bosch        | 6  | 32.5 | 4                  |     |                      | 4          | 4½                  |               |                   | 8½                   | 5½               | 6                  |
| LSG IntelliMagic     | 5  | 30   | 3                  | 4   | 4½                   | 5          | 7                   |               |                   | 6½                   |                  |                    |
| Groninger Combinatie | 2  | 22   | 3                  | 4   | 4                    |            |                     | 1½            | 3½                |                      |                  | 6                  |
| HWP Sas van Gent     | 1  | 23   | 4                  | 2   | 4                    | 3½         | 5                   | 4½            |                   |                      |                  |                    |
| Caïssa (Amsterdam)   | 0  | 21.5 | 2½                 | 3½  | 3                    | 4½         |                     | 4             |                   | 4                    |                  |                    |

## Wedstrijden
Ronde 1 - 28 september 2019
HMC Den Bosch - Caïssa 6 - 4
Groninger Combinatie - LSG IntelliMagic 3½ - 6½
Charlois Europoort - HWP Sas van Gent 6 - 4
BSG - Kennemer Combinatie 6½ - 3½
MuConsult Apeldoorn - En Passant 6 - 4
Ronde 2 - 2 november 2019
En Passant - HMC Den Bosch 6 - 4
Kennemer Combinatie - MuConsult Apeldoorn 5½ - 4½
HWP Sas van Gent - BSG 2 - 8
LSG IntelligMagic - Charlois Europoort 3 - 7
Caïssa - Groninger Combinatie 4 - 6
Ronde 3 - 23 november 2019
HMC Den Bosch - Groninger Combinatie 8½ - 1½
Charlois Europoort - Caïssa 7½ - 2½
BSG - LSG IntelliMagic 6 - 4
MuConsult Apeldoorn - HWP Sas van Gent 6 - 4
En Passant - Kennemer Combinatie 4½ - 5½
Ronde 4 - 14 december 2019
Kennemer Combinatie - HMC Den Bosch 5½ - 4½
HWP Sas van Gent - En Passant 3½ - 6½
LSG IntelliMagic - MuConsult Apeldoorn 4½ - 5½
Caïssa - BSG 3½ - 6½
Groninger Combinatie - Charlois Europoort 3 - 7
Ronde 5 - 1 februari 2020
HMC Den Bosch - Charlois Europoort 4 - 6
BSG - Groninger Combinatie 6 - 4
MuConsult Apeldoorn - Caïssa 7 - 3
En Passant - LSG IntelliMagic 5 - 5
Kennemer Combinatie - HWP Sas van Gent 5 - 5
Ronde 6 - 7 maart 2020
HWP Sas van Gent - HMC Den Bosch 4½ - 5½
LSG IntelliMagic - Kennemer Combinatie 7 - 3
Caïssa - En Passant 4½ - 5½
Groninger Combinatie - MuConsult Apeldoorn 4 - 6
Charlois Europoort - BSG 5½ - 4½